# Il Papa del Greenwich Village
Il Papa del Greenwich Village (The Pope of Greenwich Village) è un film del 1984 diretto da Stuart Rosenberg.
Tratto da un romanzo di Vincent Patrick che l'ha anche sceneggiato, narra le disavventure di due cugini italoamericani.

## Trama
A New York, nel quartiere "Little Italy", Charlie Moran - brillante gestore di un ristorante - viene licenziato a causa del cugino Paulie, che era da poco riuscito a far assumere come cameriere.
Squattrinato, Charlie, per non perdere la fidanzata Diane, bella istruttrice di aerobica, accetta la proposta di Paulie, di scassinare una cassaforte in un ufficio con l'aiuto di Barney, un orologiaio irlandese. Quando ormai sembra fatta, sopraggiunge sul posto un poliziotto corrotto, che conosce la combinazione della cassaforte e che mentre si appresta ad aprirla, capisce che c'è qualcuno nella stanza e nel cercare di sfuggire, cade accidentalmente dalla finestra, morendo.
La rapina è stata fatta ai danni di un potente gangster locale, Eddie Grant, soprannominato "Cimice", che scopre il coinvolgimento di Paulie e lo punisce con l'amputazione del pollice della mano destra. Paulie fa il nome del complice Barney, che fugge a Chicago, mentre Charlie rimane fregato a causa dell'intraprendenza di Diane, che lo abbandona prendendogli quasi tutti i soldi.
Paulie, sotto pressione da parte del gangster Cimice Eddie Grant, fa anche il nome di Charlie come partecipante alla rapina. Charlie viene informato della questione e si confronta con il criminale nel circolo di quest'ultimo ma Paulie, che lì fa il cameriere, mette del veleno nel caffè del gangster, per vendetta e per salvare le sorti del cugino Charlie.
I due cugini, fuggiti dal circolo, si incamminano quindi per le strade di una New York da cui non riescono ad andare via.

## Curiosità
- Le riprese del film furono iniziate da Michael Cimino. Oggi non è chiaro se lo stesso sia stato sostituito in corsa da Stuart Rosenberg o, come è stato poi detto, che Cimino avesse preso il posto dell'altro, solo a titolo provvisorio, a causa di un'indisposizione di questi. Cimino, comunque, non risulta accreditato sotto alcun ruolo.
- In più di un'intervista Mickey Rourke ha dichiarato che tra tutti i film da lui interpretati questo è il suo preferito.
- Il titolo deriva dalla scena pre-finale del film, dove nel dialogo tra Charlie e il gangster Cimice Eddie Grant, si cita il Papa.